# À corps perdu (film, 2021)
Pour les articles homonymes, voir À corps perdu.
À corps perdu (en allemand : Niemand ist bei den Kälbern) est un film allemand réalisé par Sabrina Sarabi et sorti en 2021,.

## Synopsis
Christine vit avec son compagnon dans la ferme du père du jeune homme. 

## Fiche technique
- Titre : À corps perdu
- Titre original : Niemand ist bei den Kälbern
- Réalisation : Sabrina Sarabi
- Scénario : Sabrina Sarabi, Alina Herbing
- Montage : Heike Parplies
- Production : Milena Klemke, Yvonne Wellie, Jonas Weydemann et Jakob D. Weydemann
- Société de production :Weydemann Bros
- Pays de production :  Allemagne
- Genre : drame
- Durée : 116 minutes
- Dates de sortie :
  - Allemagne : 20 janvier 2022
  - France : 1er mars 2023 sur Arte

## Distribution
- Saskia Rosendahl : Christine
- Rick Okon : Jan
- Godehard Giese : Klaus
- Enno Trebs : Torsten
- Peter Moltzen : Frank